# Dérades
Dérades est une revue antillaise de recherches. 

## Historique
Née en 1997 à la suite de la revue Caré, la revue Dérades est initiée par des intellectuels souhaitant porter un regard critique sur les productions antillaises comme sur les institutions. Paraissant deux fois par an, elle reçoit des contributions à la fois du monde francophone et créolophone de l'espace caribéen. 
Les principales livraisons ont porté jusqu'ici (2005) sur le lien social, le théâtre, le langage, Haïti… Au comité de rédaction, on trouve des essayistes comme Dany Joseph (psychiatre), Daniel Maragnès (philosophe), Lucien Degras (agronome), jean-Claude Collomb (psychologue), Caroline Oudin-Bastide (sociologue) etc.
La revue est éditée à la Guadeloupe. Maison Halley, Montebello, Petit-Bourg. 97170 Guadeloupe.